# Національний музей природної історії (Маніла)

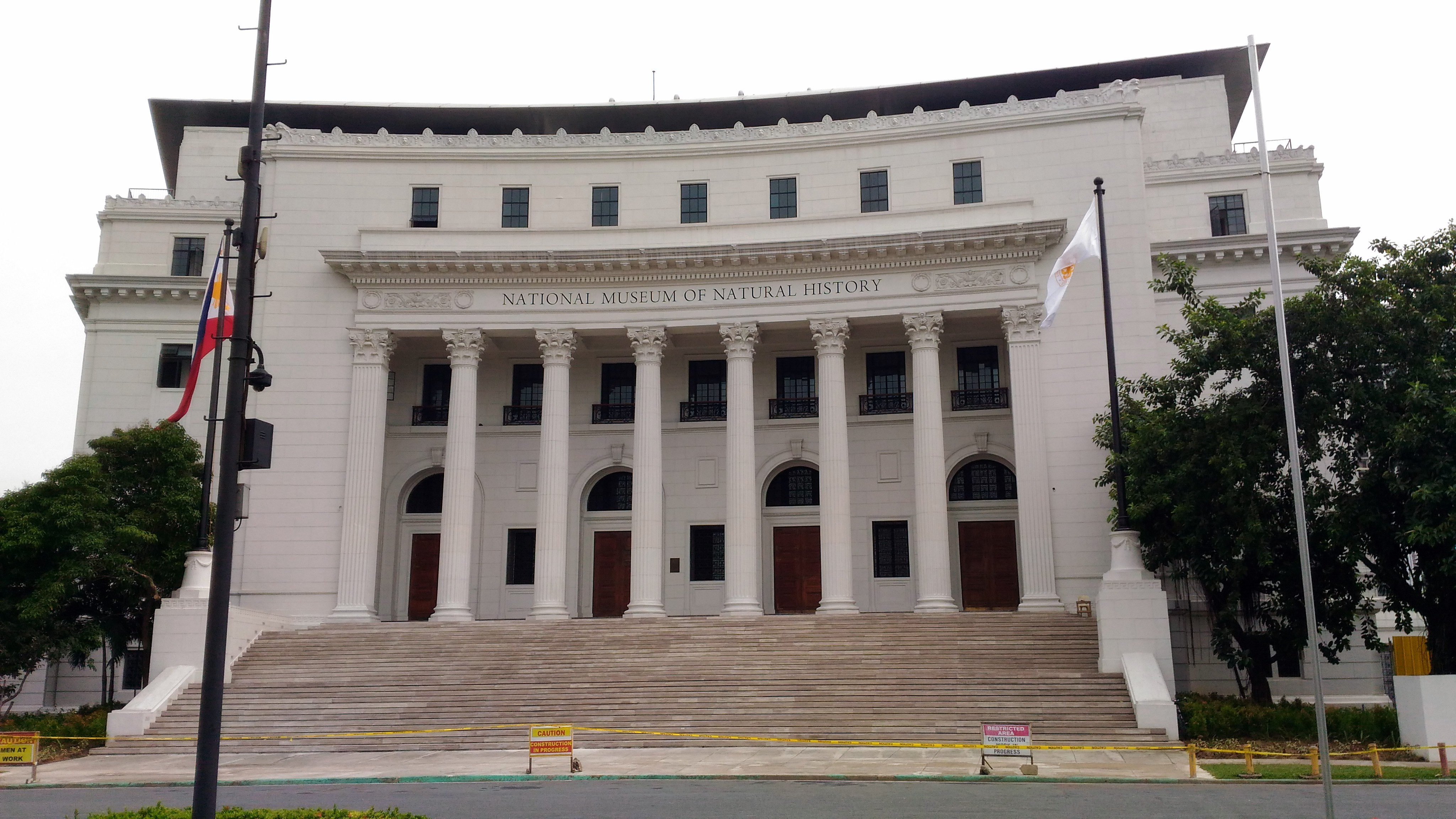
Фасад Національного природознавчого музею в 2017 році

Національний музей природної історії (тагальська. Pambansang Museo ng Likas na Kasaysayan) — національний природничий музей Філіппін. Він розташований уздовж Agrifina Circle в парку Рісаль, Маніла. 

## Історія
Національний музей Філіппін може простежити свою історію до заснування Museo-Biblioteca de Filipinas, заснованого королівським наказом іспанського уряду 12 серпня 1887 року.
Музей-бібліотека відкрився 24 жовтня 1891 року в Каса-де-ла-Монеда на Калле Кабільдо в Інтрамуросі, де тоді знаходився Філіппінський монетний двір, а пізніше переїхав на Калле Гунао в Кіапо. Він був скасований у 1900 році на початку американської окупації Філіппін, і те, що вважається прямим попередником Національного музею, Острівний музей етнології, природознавства та торгівлі, незабаром після цього було засновано Департаментом громадської освіти Філіппінська комісія 29 жовтня 1901 р. Однією з причин створення Острівного музею було доповнення до Бюро нехристиянських племен, і згодом його було об’єднано з Бюро етнологічного дослідження при Міністерстві внутрішніх справ.
У 1904 році, після виставки до сторіччя покупки Луїзіани в Сент-Луїсі, штат Міссурі, назву музею було змінено на Філіппінський музей. У той же час Бюро етнологічного огляду стало відділом етнології при Департаменті публічної освіти в 1905 році, а потім у складі Бюро науки, яке містило значні природничі колекції, в 1906 році. Через десять років, у 1916 році, Відділ мистецтва Філіппінського музею було об’єднано з Філіппінською бібліотекою (попередником Національної бібліотеки та Національного архіву) для створення Філіппінської бібліотеки та музею при Міністерстві юстиції. Відділ природної історії та відділ етнології підтримувалися в Бюро науки.
У 1928 році було створено Національний музей Філіппінських островів, який перейшов у підпорядкування Департаменту сільського господарства та природних ресурсів і розташувався в будівлі в районі порту, що прилягає до готелю Manila. Також було створено Національну бібліотеку як окрему установу. Музей складався з відділу етнології та відділу історії та образотворчого мистецтва (відділ природничих наук до складу організації не входив). Однак це було скасовано в 1933 році, коли відділ образотворчого мистецтва було передано до Національної бібліотеки, а відділ етнології та відділ антропології, які включали археологію, етнографію та фізичну антропологію, були об’єднані з розділами природної історії Бюро науки та організований у відділ Національного музею Бюро науки. У 1939 році Відділ Національного музею було перейменовано у Відділ Природничого музею Бюро науки під керівництвом міністра сільського господарства та торгівлі.
Під час битви за Манілу в лютому 1945 року практично всі національні колекції були знищені, коли будівля Законодавчого органу, де більшість речей було розміщено для зберігання, а також будівля Бюро науки були перетворені на руїни. Після війни Відділ природно-історичного музею в 1945 році було возз’єднано з Відділом образотворчого мистецтва Національної бібліотеки, щоб стати Національним музеєм – його остаточна зміна назви – під управлінням Виконавчого секретаря.
У 1996 році президент Фідель В. Рамос створив президентський комітет для нагляду за створенням Національного музейного комплексу. Раніше в 1994 році він доручив міністрам фінансів і туризму підготуватися до остаточної передачі їхніх неокласичних будівель у парку Різал Національному музею, а в 1995 році будівлю фінансів було передано. Департамент туризму мав передати опіку над будівлею туризму до кінця 1997 року, але ця ініціатива була відкладена. Здійснюючи історичний крок, Сенат Філіппін також звільнив свої палати в Виконавчому будинку, щоб дозволити включити цю знаменну будівлю в зону Національного музею.
12 лютого 1998 року Республіканський закон № 8492, Закон про Національний музей 1998 року, був затверджений як новий статут Національного музею, який відновив установу як автономний державний трастовий інструмент під керівництвом Опікунської ради, і який призначив президента Філіппін як почесний голова і патрон Національного музею. Пізніше того ж року було реалізовано перший етап комплексу Національного музею з урочистим відкриттям Музею філіппінського народу в переобладнаній будівлі Old Finance Building, ключовою частиною офіційного святкування сторіччя незалежності Філіппін, яке завершилося 12 червня 1998 рік.
Під адміністрацією президента Беніньо С. Акіно III бачення комплексу Національного музею в Манілі, сформульоване в 1990-х роках, було відроджено з оборотом Будинку туризму, який дозволить створити постійний дім національної природної історії. колекції, відповідно до розміщення національних антропологічних та археологічних колекцій у Старій будівлі фінансів та національних колекцій образотворчого мистецтва в Старій будівлі законодавчого органу. Разом ці колекції охоплюють значну частину національної спадщини, яку Національний музей зберігає у вічній довірі для філіппінського народу
Однією з останніх віх Національного музею Філіппін є довготривала реалізація його Національного музейного комплексу, який був прийнятий законом у 1998 році відповідно до Закону про Республіку 8492. Саме 28 червня 2016 року Національний музей Філіппін відкрив Природнича історія спочатку була започаткована через церемонію передачі Дерева Життя з його відкриттям тодішнім президентом Беніньо Акіно III за участю секретарів його кабінету як представників. Нарешті, 18 травня 2018 року, в рамках святкування Міжнародного дня музеїв, відбудеться публічне відкриття Національного природознавчого музею.
Із зростанням і розширенням масштабів і функцій Національного музею 26 квітня 2019 року Президент Родріго Дутерте підписав Закон про Республіку 11333, також відомий як Закон про Національний музей Філіппін. Закон було прийнято з метою посилення повноважень установи в управлінні та розвитку музеїв і колекцій національного значення в галузі мистецтва, культурної спадщини та природничої історії, що робить музей більш чутливим до 21-го століття та потреб і запитів його зацікавлених сторін.

## Галерея

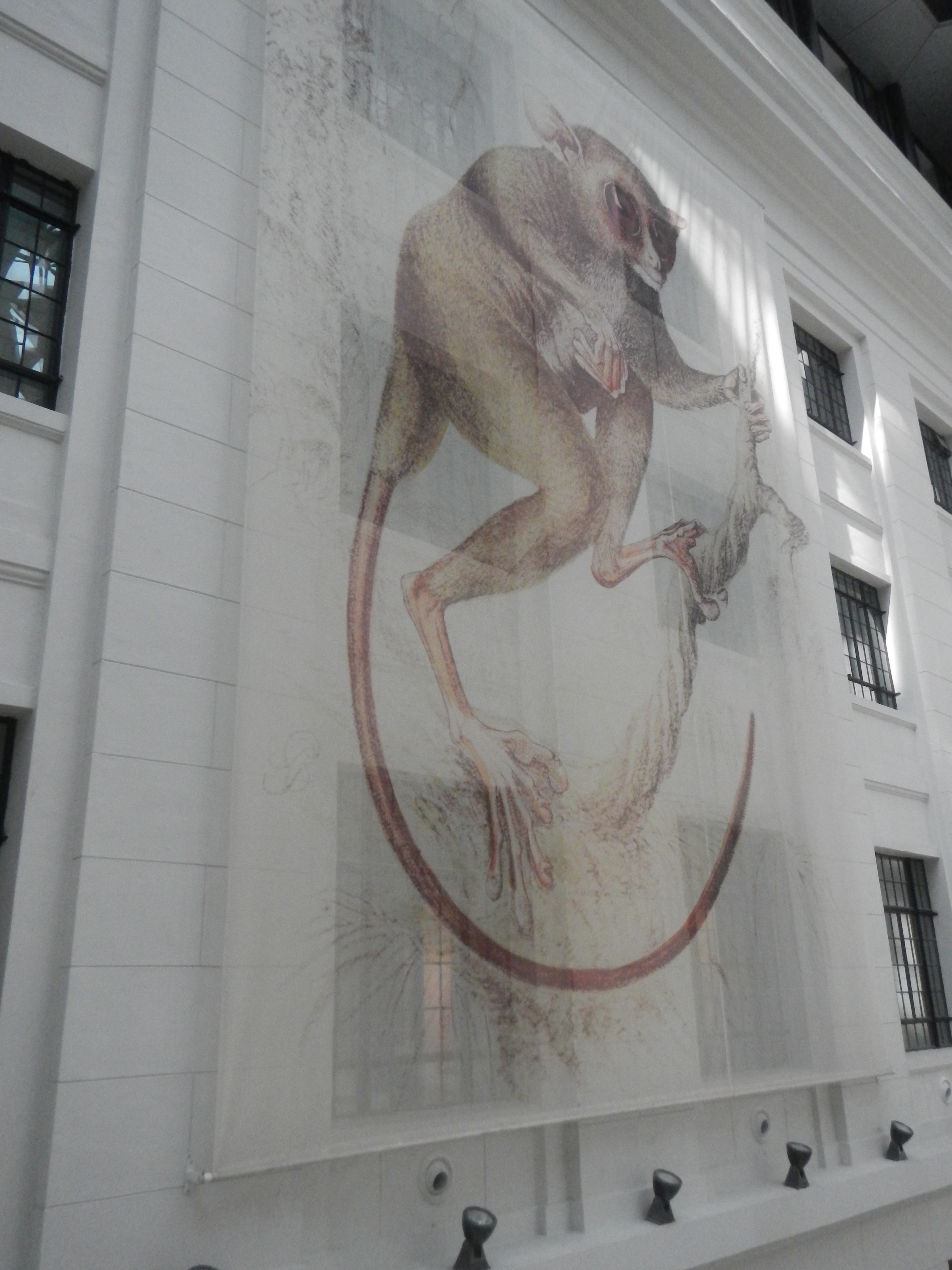
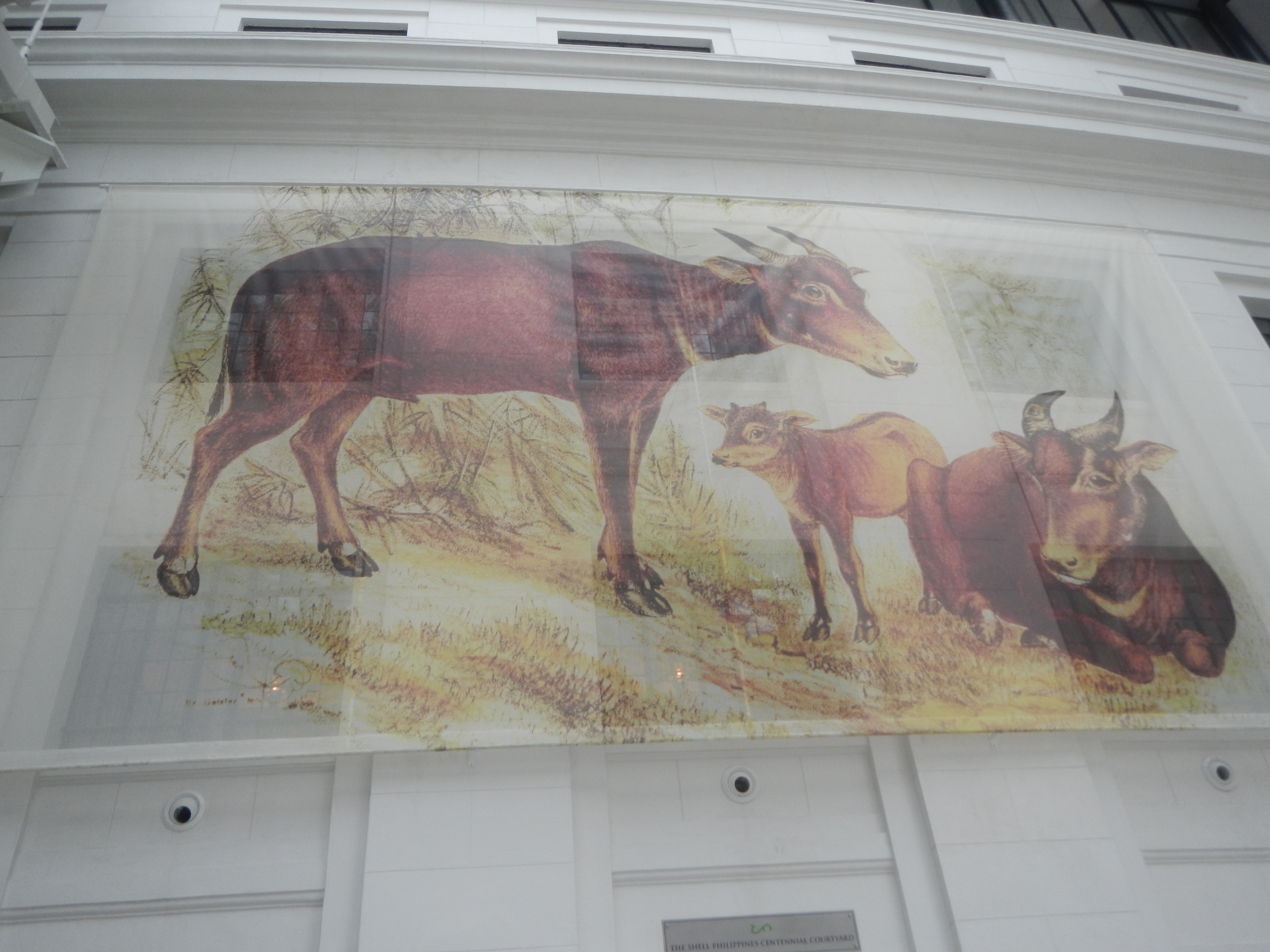
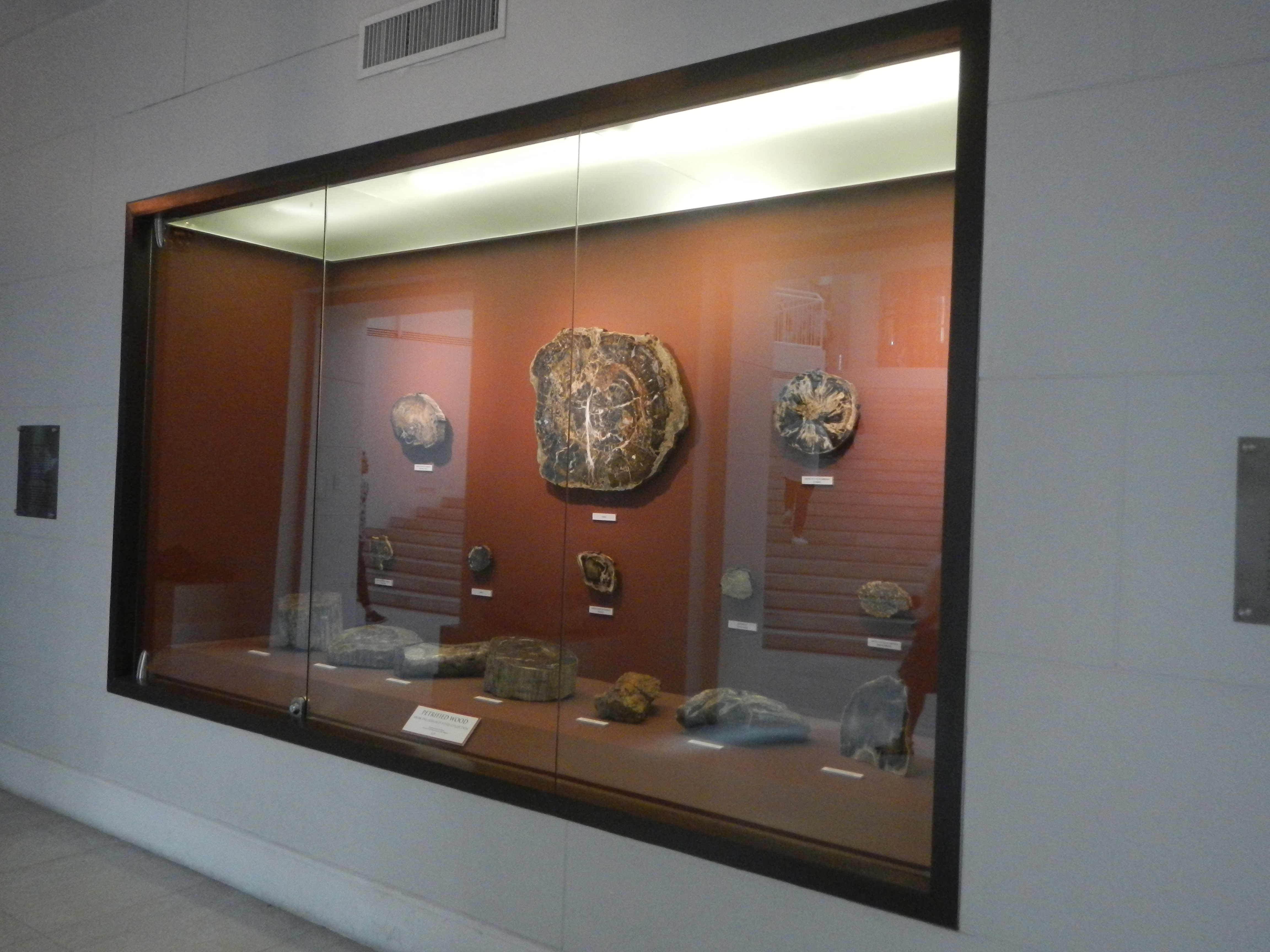
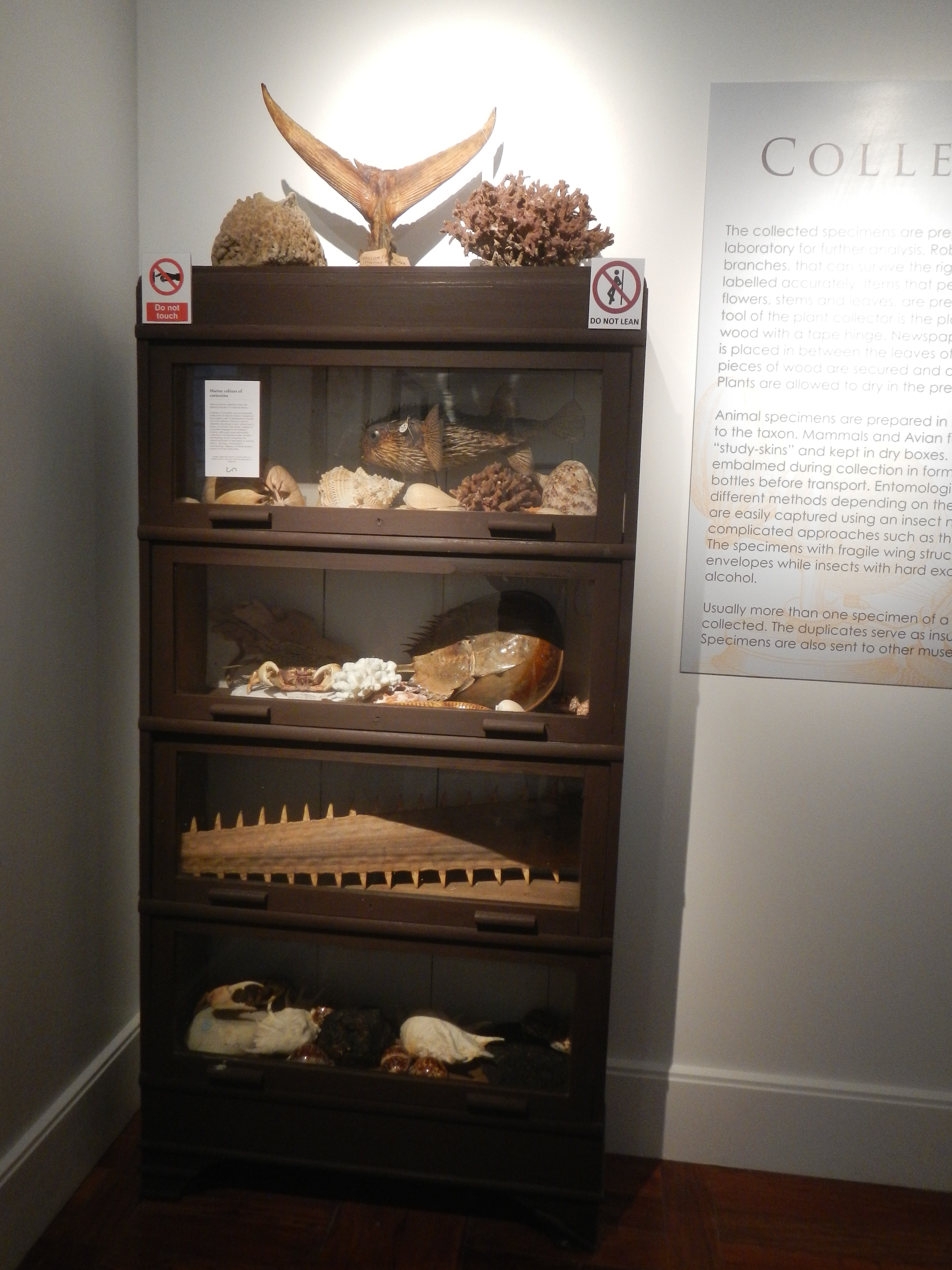
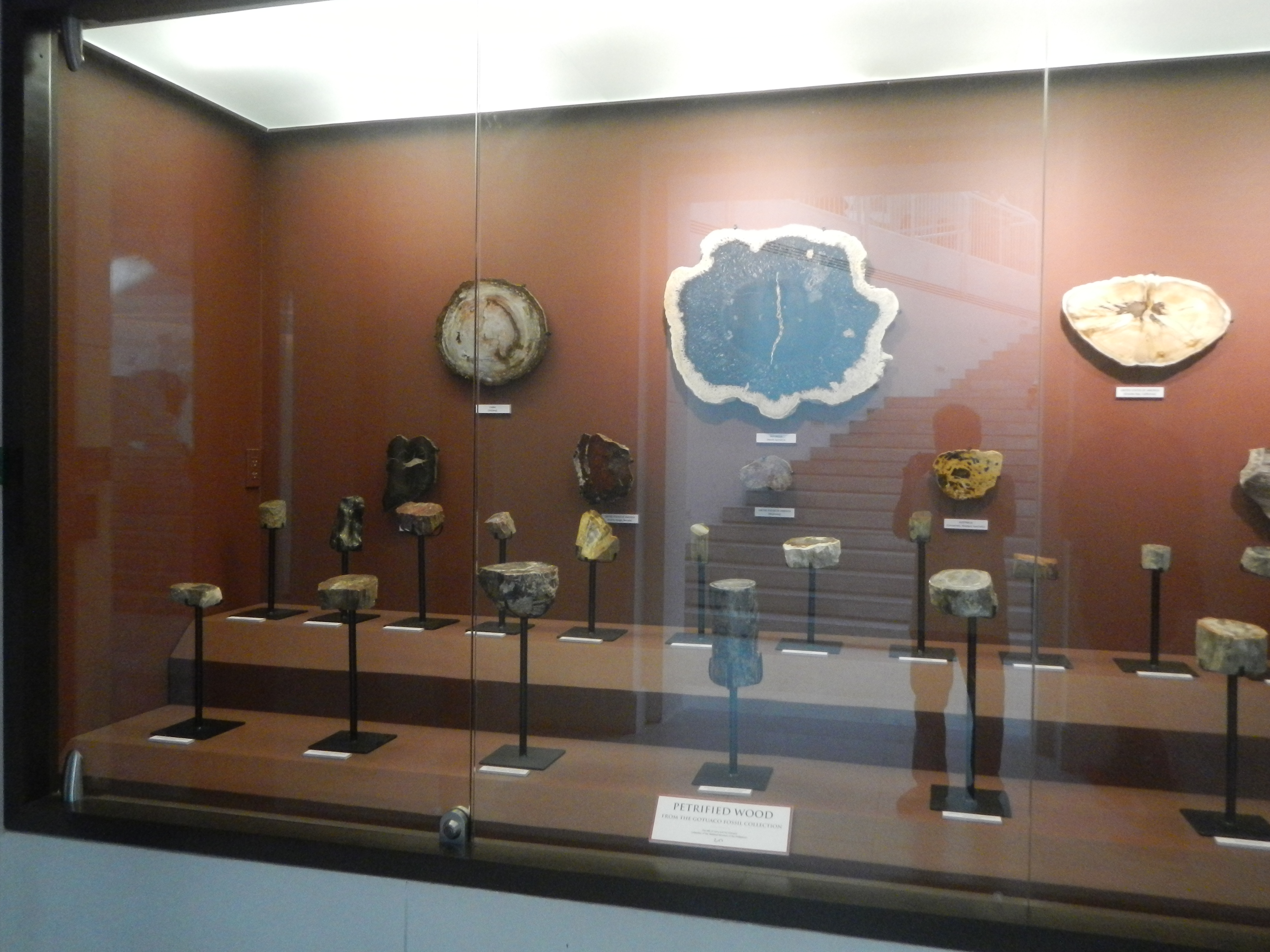
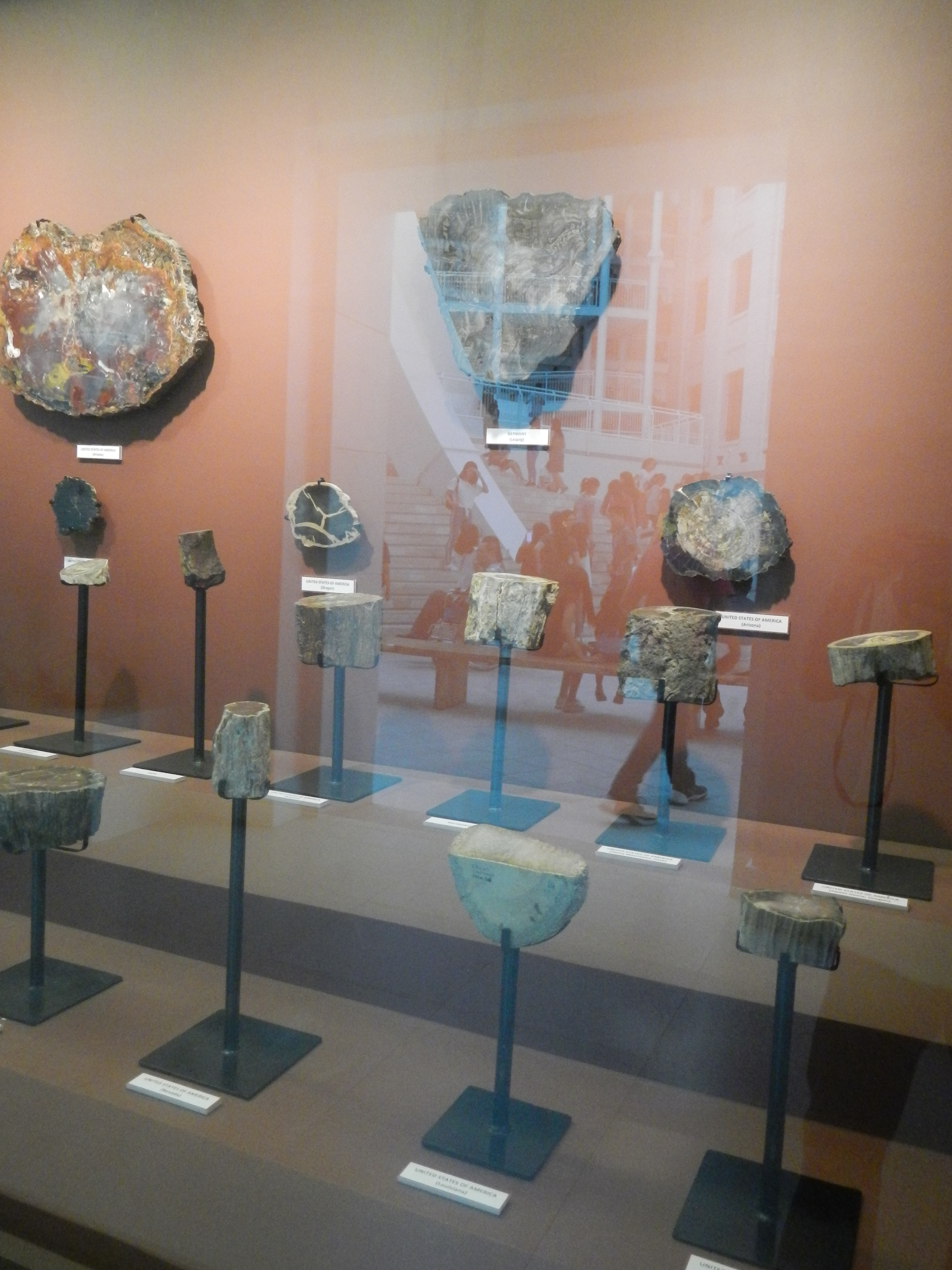
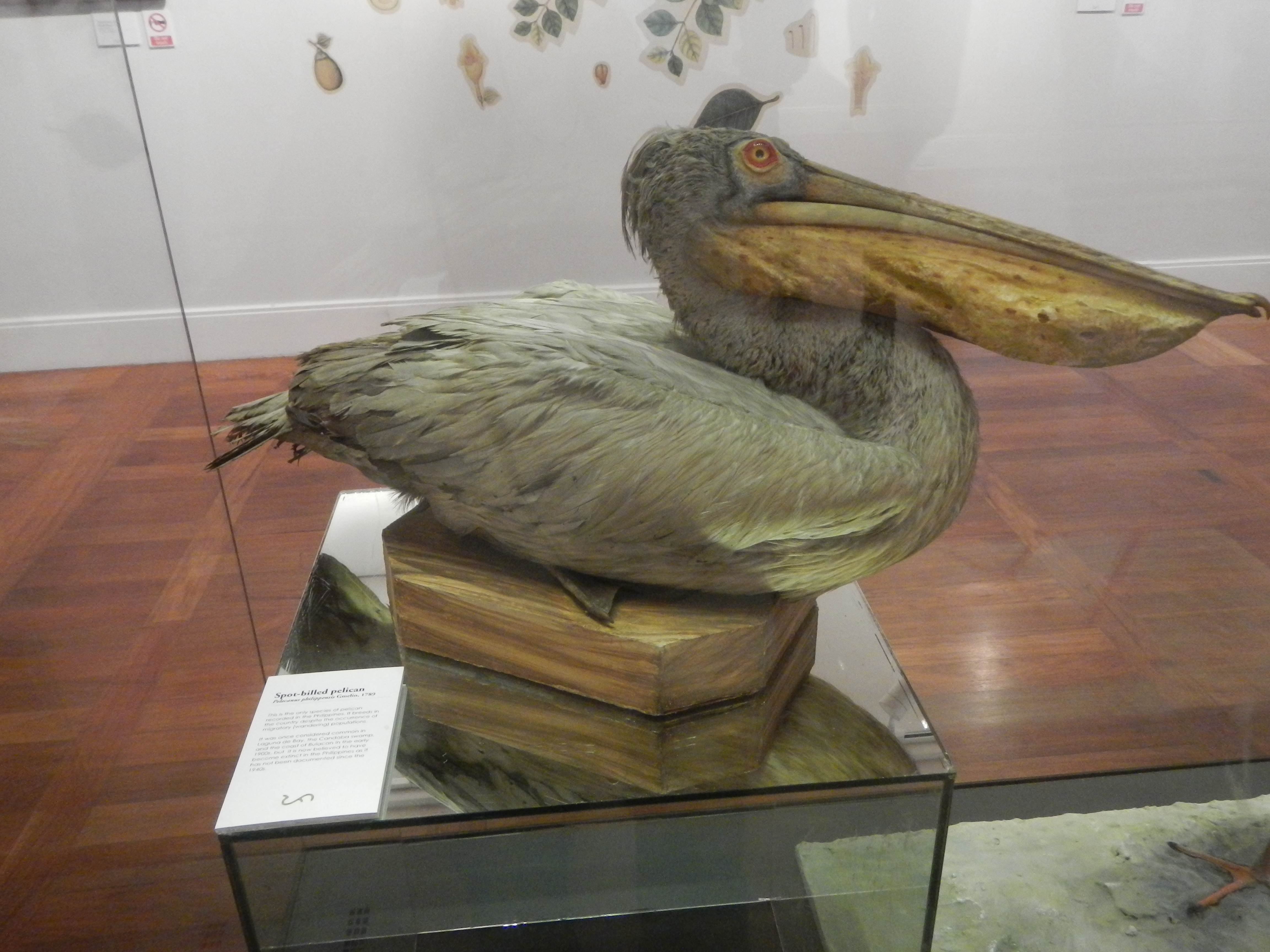
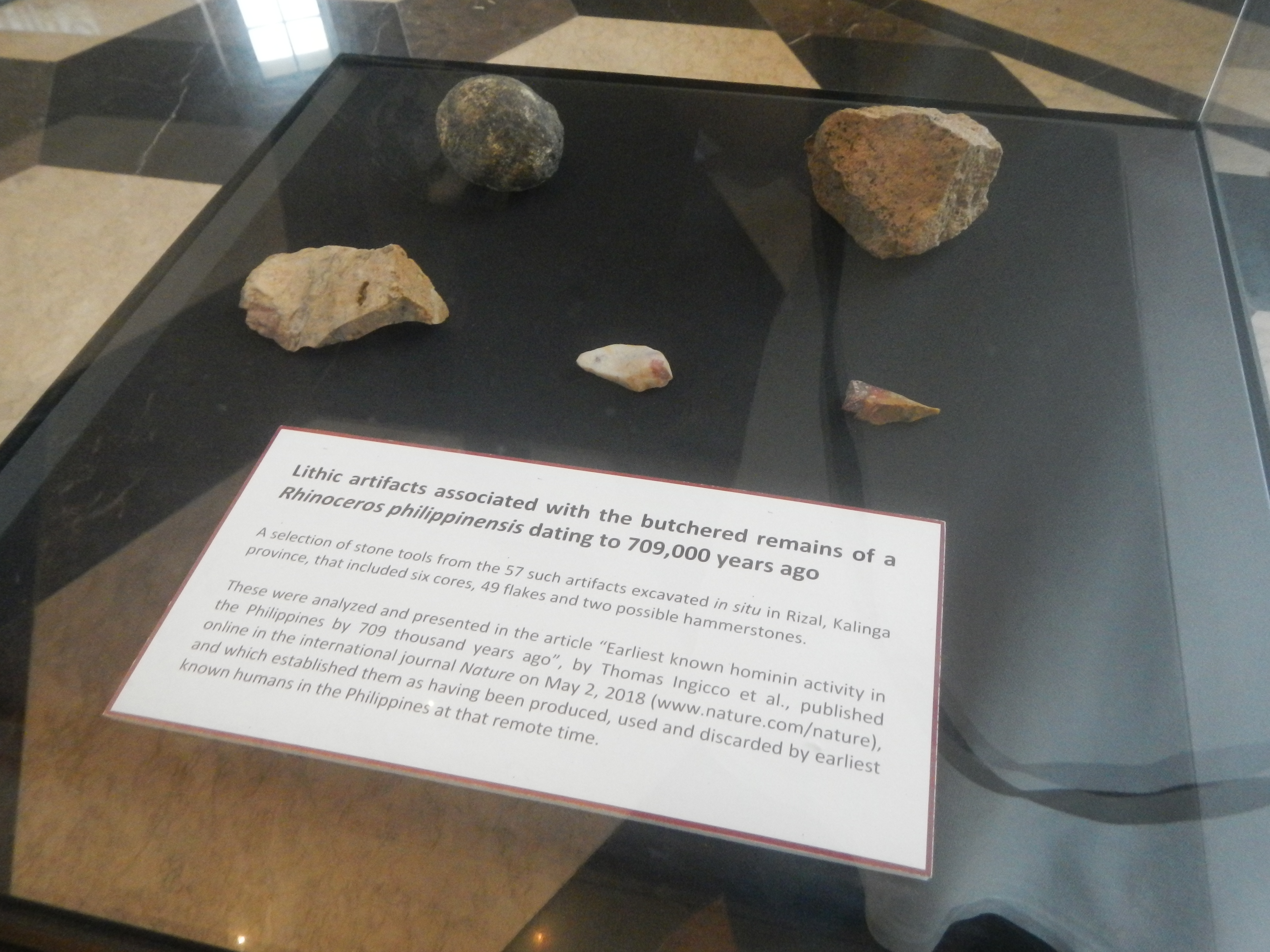
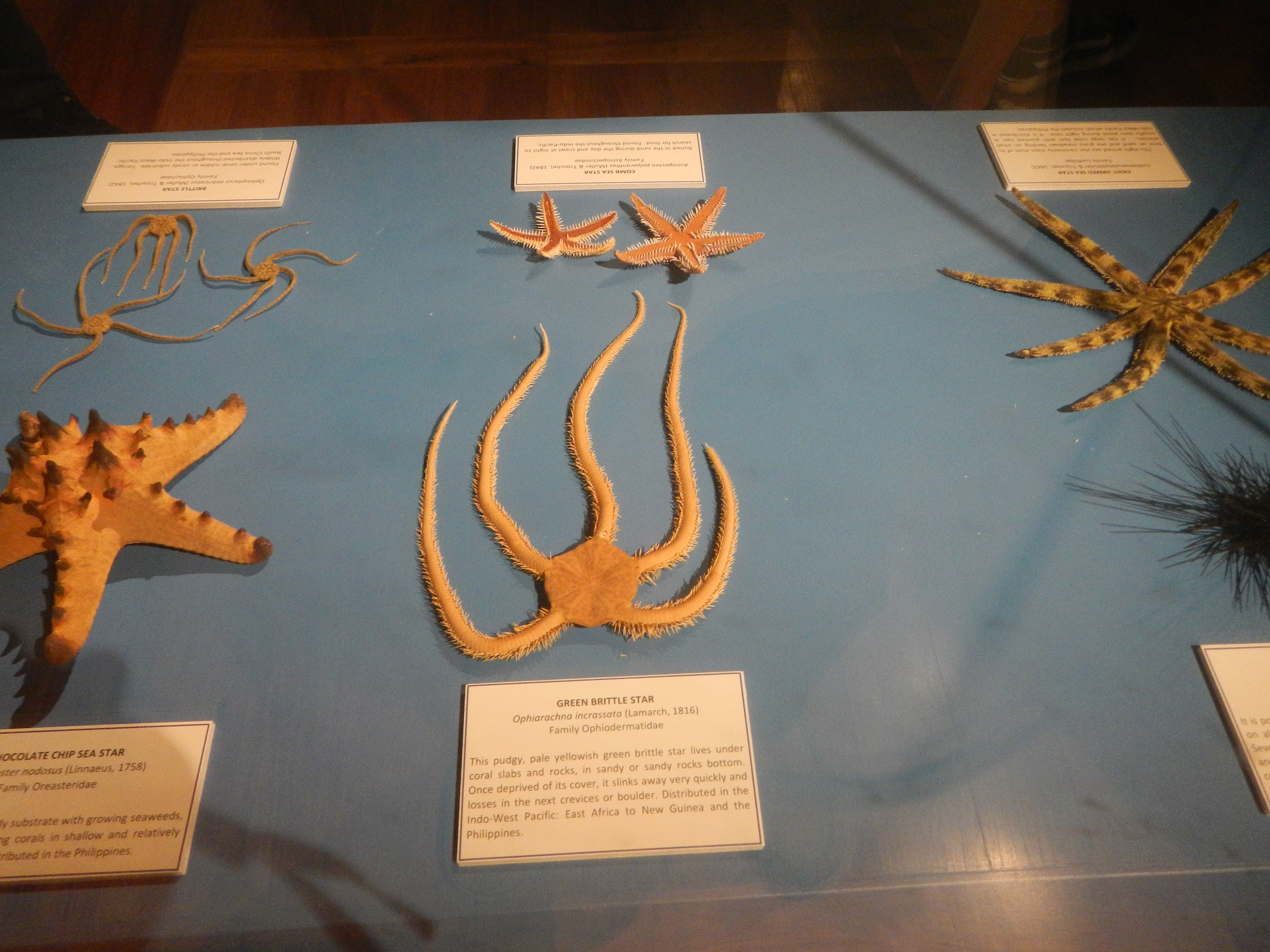
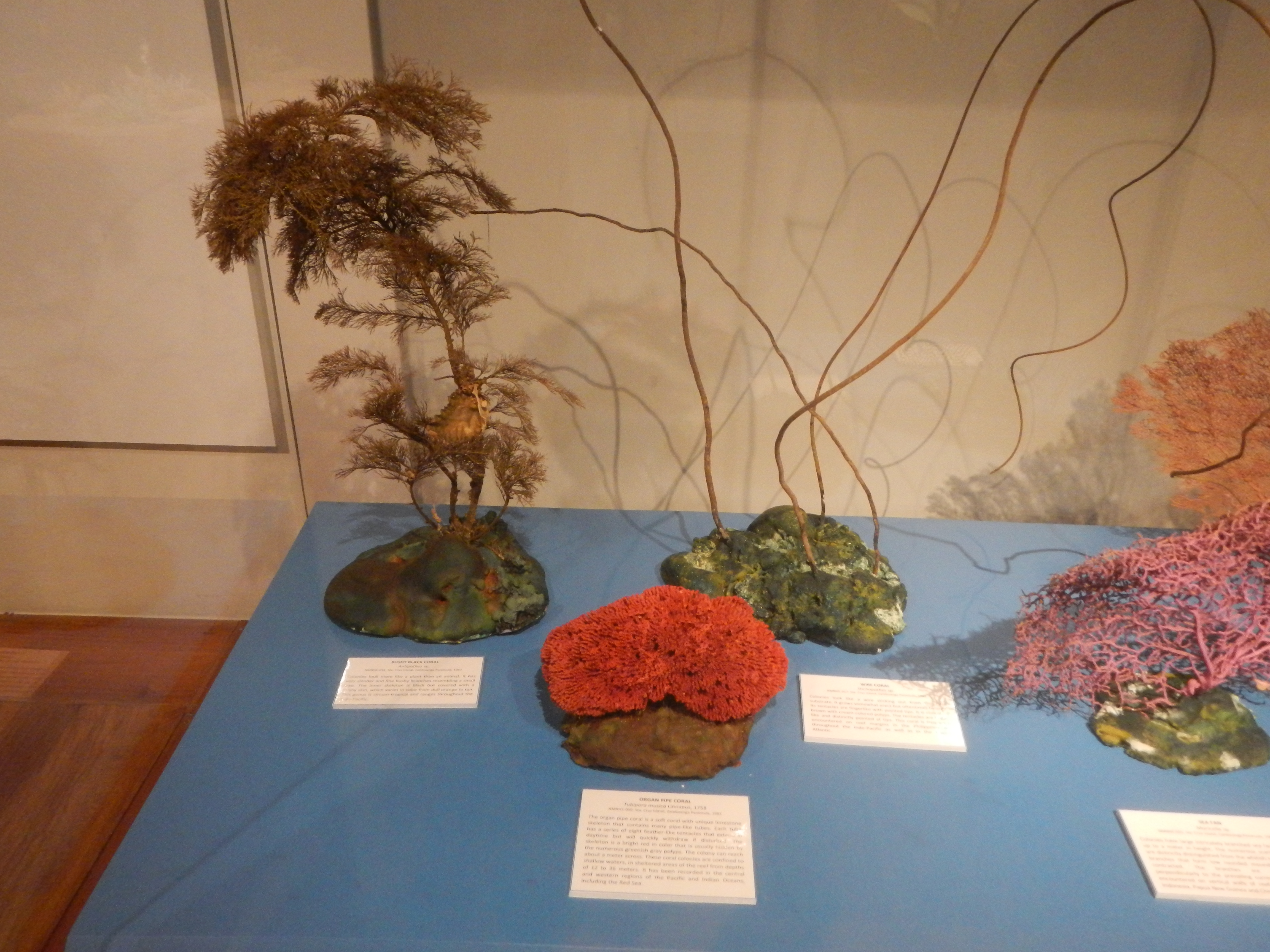
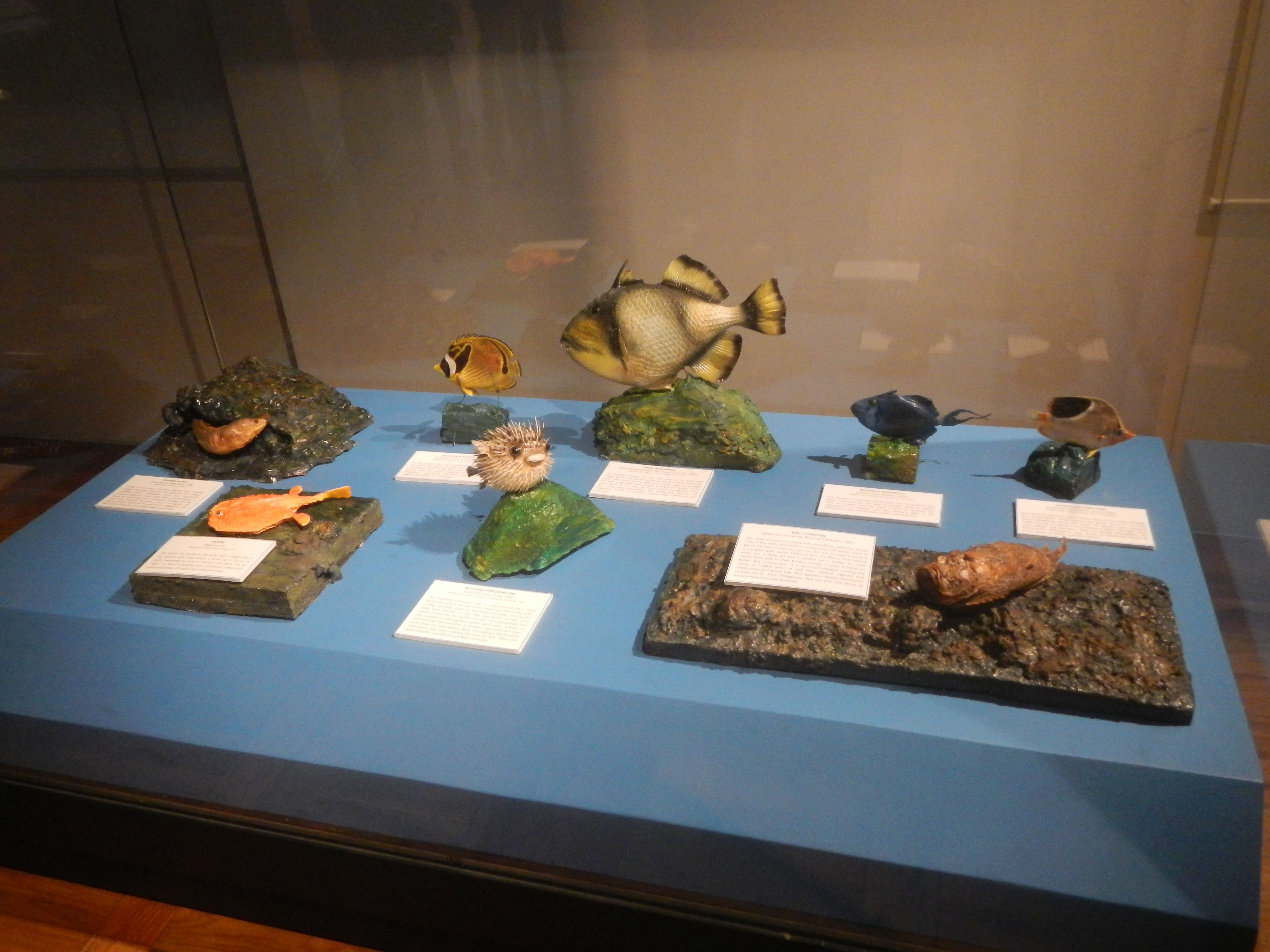
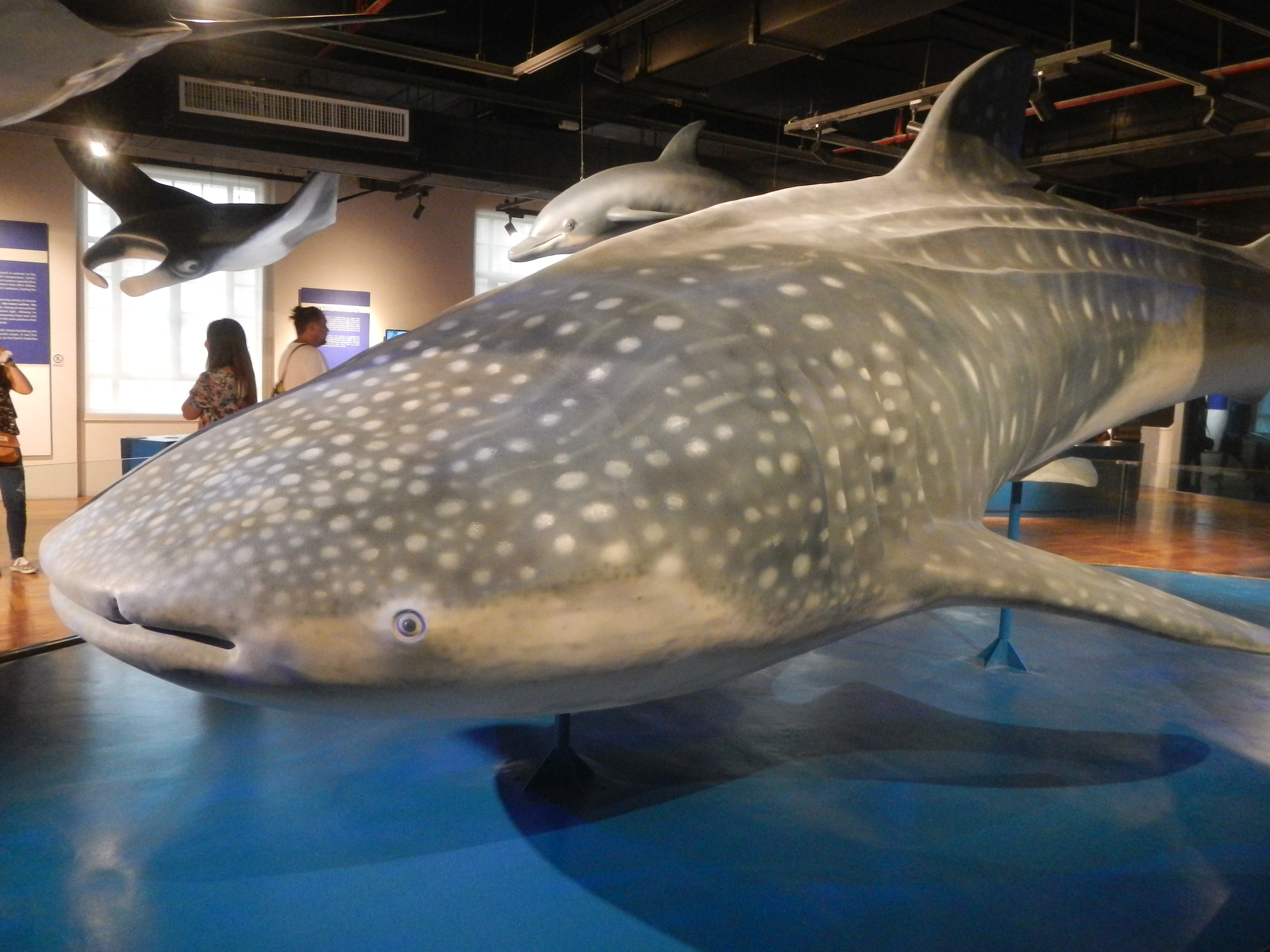
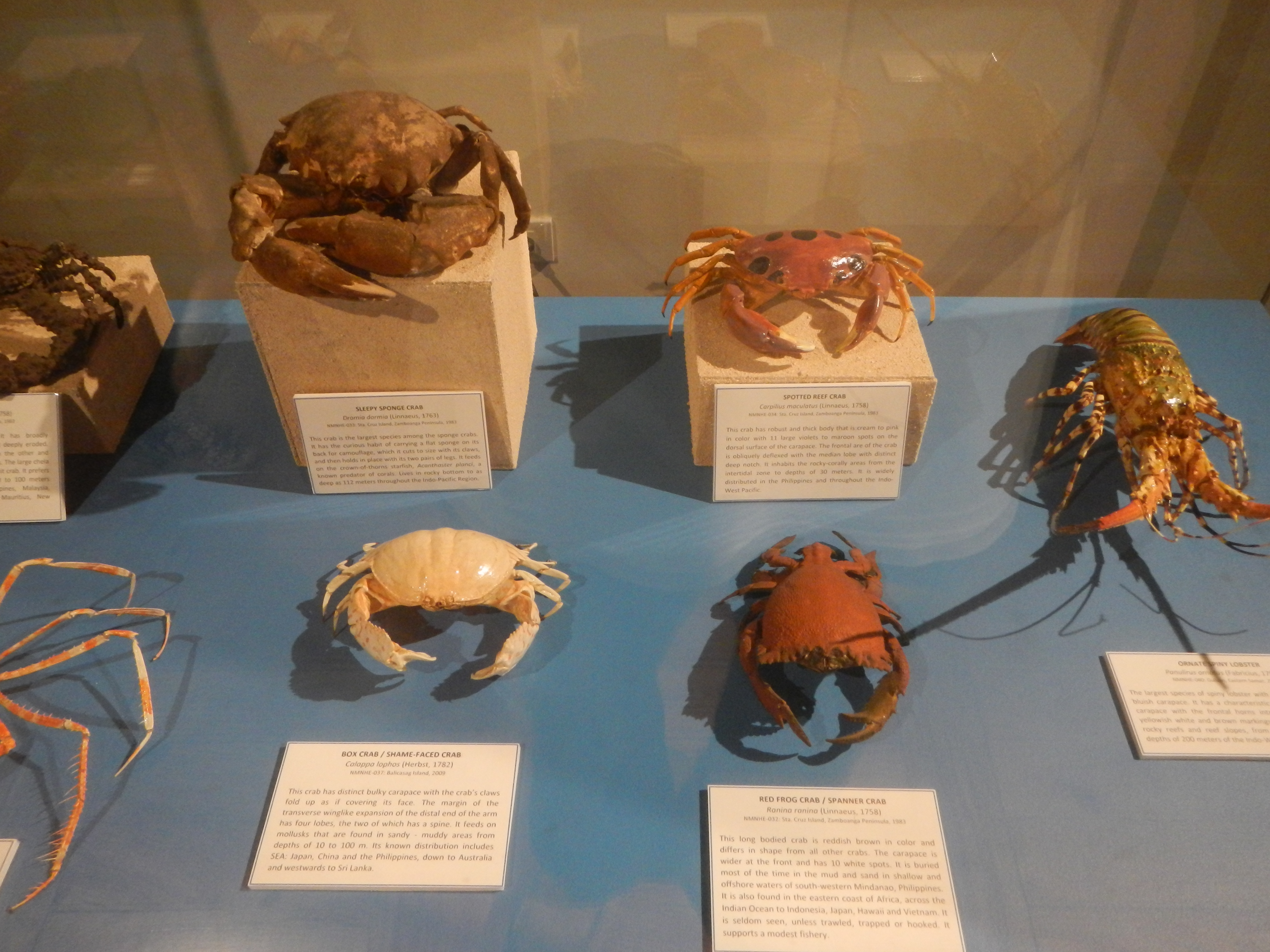
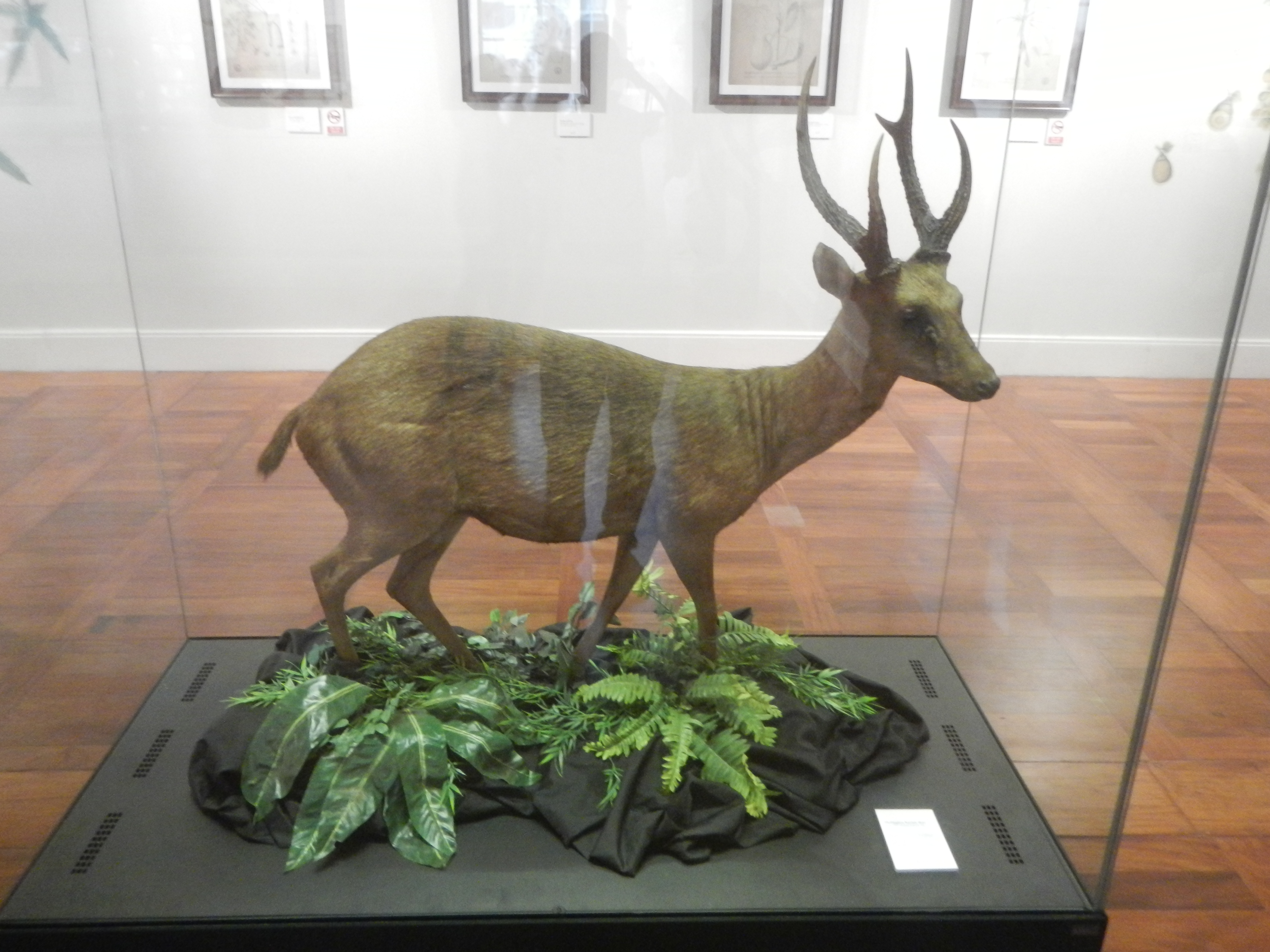
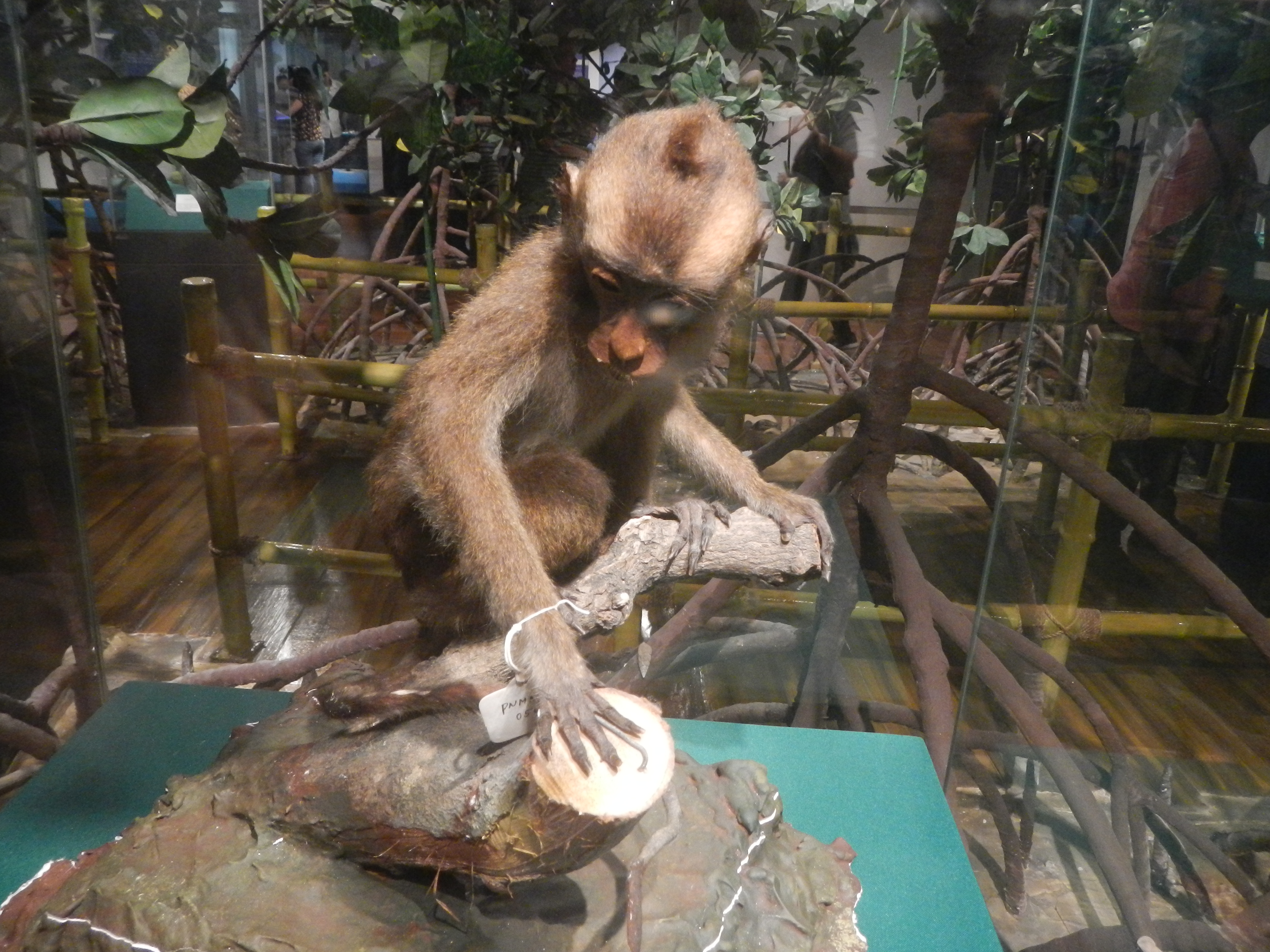
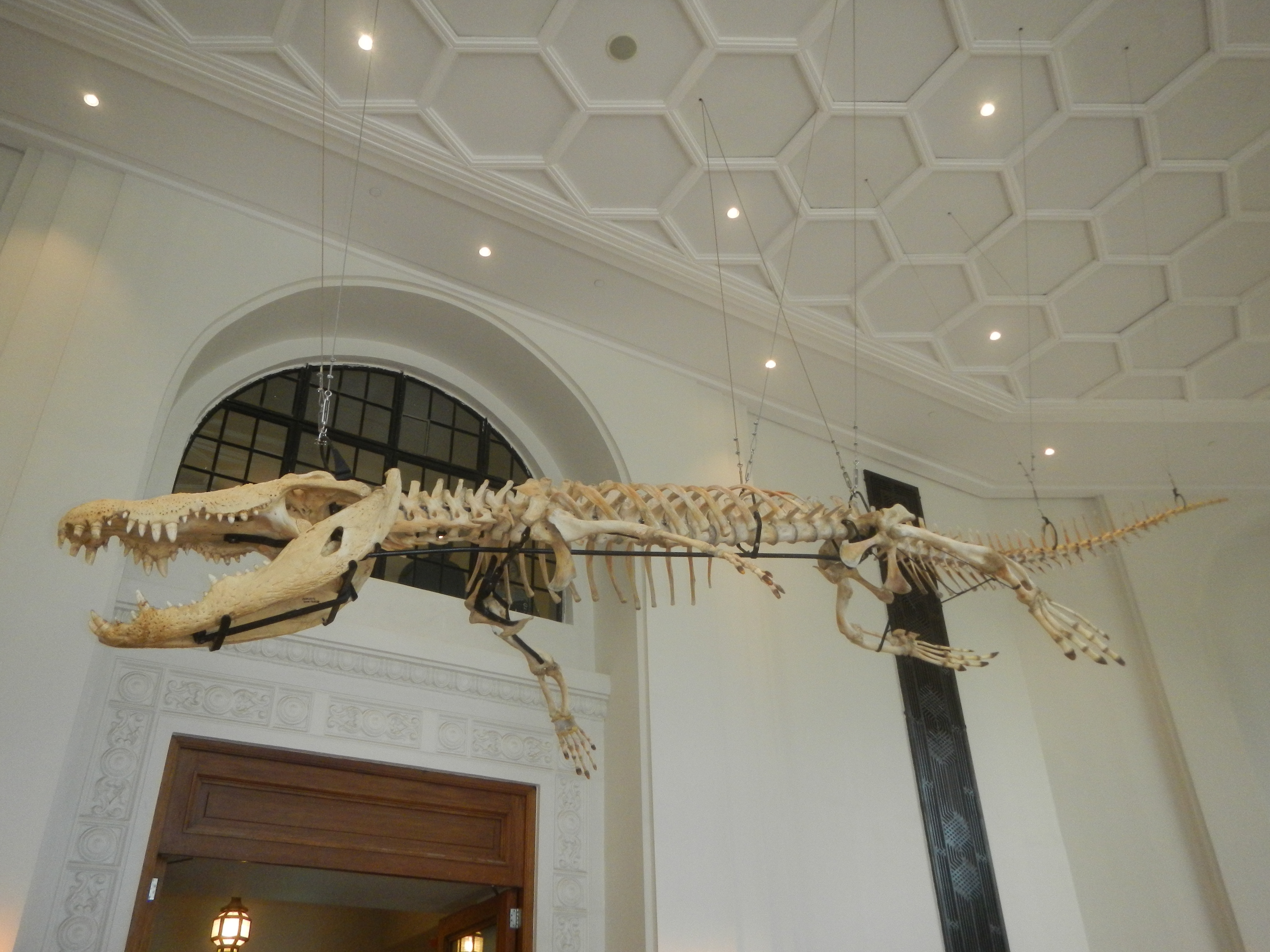